# Progress M-13M
Progress M-13M (ros. Прогресс M-13M) – misja zaopatrzeniowa bezzałogowego rosyjskiego statku Progress M-M na Międzynarodową Stację Kosmiczną (ISS). 
Start nastąpił 30 października 2011 roku o 10:11 UTC z Kompleksu Startowego nr 1 (kosmodrom Bajkonur, Kazachstan) przy użyciu rakiety nośnej Sojuz-U. Był to pierwszy udany start tej rakiety od czasu sierpniowej awarii rakiety wynoszącej statek Progress M-12M. Dokowanie nastąpiło 2 listopada 2011 o 11:41 UTC. Statek dostarczył około 3 tony zaopatrzenia dla ISS. Po wypełnieniu odpadami 23 stycznia 2012 odłączył się od ISS. Następnie orbita statku została podwyższona do ok. 500 km, po czym Progress M-13M umieścił na orbicie mikrosatelitę Czibis-M. 25 stycznia pojazd wykonał manewr hamujący i został zniszczony wskutek tarcia o atmosferę ziemską. Szczątki spadły w południowym rejonie Oceanu Spokojnego.